# USS 블랙하트 (NCC-2327)
USS 블랙하트(영어: The USS Blackheart, NCC-2327)는 스타트렉의 함선의 하나로, 2266년 진수된 챈들리 계열의 스타플릿 함선이다.
이 함선은 실제로 연방에 존재하지 않으며 USS Blackheart홈페이지에서 '스타플릿의 해적'이라는 슬로건으로 만든 가상의 함선이다.